# Municipio de Alliance (Dakota del Sur)
El municipio de Alliance (en inglés: Alliance Township) es un municipio ubicado en el condado de Moody en el estado estadounidense de Dakota del Sur. En el año 2010 tenía una población de 95 habitantes y una densidad poblacional de 1,68 personas por km².

## Geografía
El municipio de Alliance se encuentra ubicado en las coordenadas 43°53′47″N 96°29′3″O / 43.89639, -96.48417. Según la Oficina del Censo de los Estados Unidos, el municipio tiene una superficie total de 56.47 km², de la cual 56,47 km² corresponden a tierra firme y (0 %) 0 km² es agua.

## Demografía
Según el censo de 2010, había 95 personas residiendo en el municipio de Alliance. La densidad de población era de 1,68 hab./km². De los 95 habitantes, el municipio de Alliance estaba compuesto por el 97,89 % blancos, el 1,05 % eran afroamericanos, el 1,05 % eran amerindios. Del total de la población el 0 % eran hispanos o latinos de cualquier raza.